# Swiss Vapeur Parc

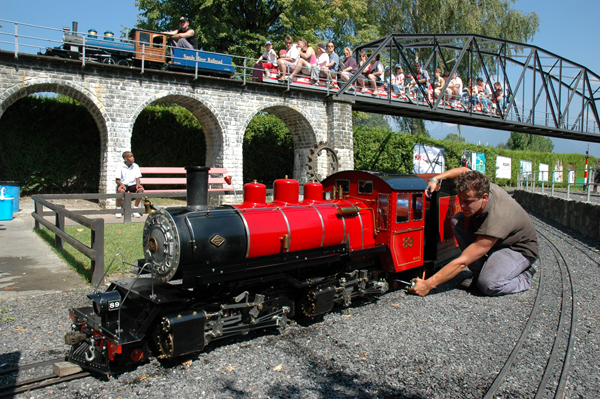
Swiss Vapeur Parc 2007

Der Swiss Vapeur Parc ist eine Ausstellung von Modelleisenbahnen in Le Bouveret im Kanton Wallis in der Schweiz. Sie umfasst eine Schauanlage mit einer Miniatureisenbahn im Massstab 1:4 und eine Zahnradstrecke sowie Nachbildungen von Schweizer Sehenswürdigkeiten im Kleinformat. Die Ortschaft Le Bouveret liegt am Genfersee, am dortigen Rhone-Delta. Der Eigenname steht für Ausstellung der Schweizer Echtdampf-Freunde, d. h. für Liebhaber der Modelle, die mit funktionsfähigen Dampfmaschinen angetrieben werden.
Ein jährliches Festival international de la vapeur zieht immer in einer Juniwoche Dampflokfreunde aus ganz Europa an.
Auf dem Gelände neben dem örtlichen Hafen sind neben den Dampflokomotiven auch Modelle von Dampfschiffen, die auf einem See schwimmen.

## Geschichte
Am 30. Oktober 1979 wurde der Club Vapeur Aigle gegründet (22 Mitglieder). Daraus entwickelte sich der heutige «Club des amis du Swiss Vapeur Parc» (2005 ca. 40 Mitglieder). 1989 umfasste die erste Ausbaustufe des Swiss Vapeur Parc eine Fläche von 10'000 m² mit einer Länge des Schienenstranges in den Spuren 5 und 7¼ Zoll von ca. 1000 m. Die Besucherzahlen stiegen von damals 60'000 auf 160'000 im Jahr 2000. Die Anlage hat 2006 eine Länge von 1'500 m, weitere 500 m sind für Abstell- und Depotgleise verlegt.

## Fahrzeugpark
Lokomotiven: Ge 4/4, Furka-Oberalp-Bahn (FO); 2x BDeh 4/4, Bex Villars Bretaye und Aigle-Leysin; Ge 4/4 8001, Montreux Oberland-Bernois; HGe 2/2, MGN (Montreux-Glyon-Rochers de Naye); 2 × Genesis-1 4000HP, Amtrak; Mecklenburg G 4/4; Mölm G 2/3 Nr. 943; Decauville G 3/3 Stuart Nr. 301, LNER; G 3/3 Waldenburg Nr. 5; G 3/5, Sandy River Railroad; Mallet 2X3/4 (USA 2-6-0+0-6-2), California Western.
Die Triebwagenzüge sind exakte Nachbildungen der Fahrzeuge der Bahngesellschaften Aigle-Leysin (AL), Bex-Villars-Bretaye-Bahn (BVB), Montreux-Berner Oberland-Bahn (MOB), (frz.: Chemin de fer Montreux-Oberland bernois), dabei hat der MOB-Zug geschlossene Sitzwagen.
Neben diesen im Dienst des SVP eingesetzten Fahrzeugen stehen in den Remisen in Le Bouveret auch viele private Lokomotiven und Modelle der Clubmitglieder. z. B.:
SNCF 241, 141 R und 231, SBB-A 3/5, DB 01 215, 2-8-0 der New York Central in den Spurweiten 7¼ Zoll
„Bayer Garratt“ der GAM/Südafrika, „Niagara“ der Union Pacific und „Mountain“ der New York Central in der Spurweite 5 Zoll.
Dazu viele Wagenmodelle und Gästetransporter für Rundfahrten durch die Miniaturlandschaft.

## Miniaturgebäude
Im Miniaturenpark sind circa 20 historisch bedeutsame Gebäude originalgetreu nachgebildet, zum Beispiel das „Café de la Treille“, das Schloss von Aigle, die Kirche von Saanen, das Kuklos, Plein Roc (Rochers de Naye), die Sägerei von Nax.